# Dorsale dei Geologi
La dorsale dei Geologi è una catena montuosa dell'Antartide. Situata in particolare nella Terra di Oates, e in particolare in corrispondenza della costa di Shackleton, davanti alla barriera di Ross, la catena, che fa parte della più vasta catena dei monti Transantartici, si estende in direzione nord-sud per circa 55 km e risulta fondamentalmente divisa in due parti dal ghiacciaio The Slot, che la taglia longitudinalmente. La dorsale, la cui vetta più elevata risulta essere quella del monte Ronca, che arriva a 4350 m s.l.m., risulta composta da quattro gruppi di picchi e promontori affioranti dall'Altopiano Antartico, da nord a sud: le rupi McKay, le rupi Wellman, le rupi Quest e le rupi Endurance, ed è delimitata a nord dalla parte iniziale del flusso del ghiacciaio Lucy, che la separa dall'altopiano di Laird, a ovest dall'Altopiano Antartico, e sia a sud che a est dal flusso del ghiacciaio Nimrod.

## Storia
Avvistata per la prima volta dai membri della squadra settentrionale della spedizione neozelandese di ricognizione antartica svolta nel periodo 1961-62, la dorsale dei Geologi è stata così battezzata dai membri della stessa squadra in onore dell'apporto dato all'esplorazione dell'Antartide dai geologi.